# Federazione cestistica del Messico
La Federación Mexicana de Baloncesto (conosciuta anche come Federación Mexicana de Basquetbol) è l'ente che organizza e controlla la pallacanestro in Messico. È stato fondato nel 1936. Si occupa delle nazionali e dei campionati maschili e femminili. Il presidente è Enrique Basulto Fafán.